# Ролстон (Вайомінг)
Ролстон (англ. Ralston) — переписна місцевість (CDP) в США, в окрузі Парк штату Вайомінг. Населення — 240 осіб (2020).

## Географія
Ролстон розташований за координатами 44°42′25″ пн. ш. 108°53′8″ зх. д. / 44.70694° пн. ш. 108.88556° зх. д. (44.706865, -108.885417).  За даними Бюро перепису населення США в 2010 році переписна місцевість мала площу 14,64 км², з яких 14,63 км² — суходіл та 0,01 км² — водойми.

## Демографія
Згідно з переписом 2010 року, у переписній місцевості мешкало 280 осіб у 119 домогосподарствах у складі 76 родин. Густота населення становила 19 осіб/км².  Було 128 помешкань (9/км²).
Расовий склад населення:
| - 96,8 % — білих - 1,4 % — корінних американців |

До двох чи більше рас належало 1,1 %. Частка іспаномовних становила 3,9 % від усіх жителів.
За віковим діапазоном населення розподілялося таким чином: 22,5 % — особи молодші 18 років, 59,3 % — особи у віці 18—64 років, 18,2 % — особи у віці 65 років та старші. Медіана віку мешканця становила 42,4 року. На 100 осіб жіночої статі у переписній місцевості припадало 94,4 чоловіків;  на 100 жінок у віці від 18 років та старших — 90,4 чоловіків також старших 18 років.
Середній дохід на одне домашнє господарство  становив 58 816 доларів США (медіана — 77 750), а середній дохід на одну сім'ю — 61 080 доларів (медіана — 78 063). За межею бідності перебувало 1,5 % осіб, у тому числі 0,0 % дітей у віці до 18 років та 10,9 % осіб у віці 65 років та старших.
Цивільне працевлаштоване населення становило 236 осіб. Основні галузі зайнятості: будівництво — 63,1 %, мистецтво, розваги та відпочинок — 16,9 %, публічна адміністрація — 8,1 %, освіта, охорона здоров'я та соціальна допомога — 7,2 %.